# Vlad Țepeș, Giurgiu
Vlad Țepeș este un sat în comuna Comana din județul Giurgiu, Muntenia, România.

## Așezare
Localitatea se află în partea de est a județului Giurgiu, pe malul drept al râului Gurbanu. La distanta de 1,2 km se afla șoseaua județeană DJ603 iar accesul se face prin drumul comunal 87 care străbate și localitatea. În partea de sud la 6 km trece șoseaua națională DN41 care leagă municipiul Giurgiu de Oltenița.

## Demografie
Conform recensământului efectuat în 2011, populația Localitati Vlad Țepeș se ridică la 1.750 de locuitori, în crestere față de recensământul anterior din 2002, când se înregistraseră 1.200 locuitori.
In anul 2008 s-a realizat instalatia de iluminare iar in anul 2010 prin fonduri europene sa construit primul parc din localitate.
Este în curs de realizare sistemul de canalizare și stația de epurare a comunei.
 Acest articol despre o localitate din județul Giurgiu este deocamdată un ciot. Puteți ajuta Wikipedia prin completarea lui.